# Regeringen Fagerholm II
Regeringen Fagerholm II var Republiken Finlands 40:e regering. I regeringen ingick Socialdemokraterna, Agrarförbundet, Svenska folkpartiet och Finska folkpartiet. I januari 1957 tillkom en ny befattning, statsministerns ställföreträdare (vice statsminister), vilket lades till Johannes Virolainens uppgifter som kansli- och undervisningsminister.
Finska folkpartiet lämnade regeringen den 17 maj 1957 varpå hela regeringen föll samma månad. Karl-August Fagerholm hade då förlorat ordförandevalet i SDP mot Väinö Tanner. Partiet splittrades så att den avgående partiledaren Emil Skogs anhängare bildade en opposition inom SDP. Ministären regerade från 3 mars 1956 till 27 maj 1957. 

## Ministrar
| Minister                                                                               | Ämbetsperiod                                        | Parti              |
| -------------------------------------------------------------------------------------- | --------------------------------------------------- | ------------------ |
| Statsminister Karl-August Fagerholm Johannes Virolainen, ställföreträdare              | 3 mars 1956–27 maj 1957 11 januari 1957–27 maj 1957 | SDP Agrarförbundet |
| Minister i statsrådets kansli Johannes Virolainen                                      | 3 mars 1956–27 maj 1957                             | Agrarförbundet     |
| Utrikesminister Ralf Törngren                                                          | 3 mars 1956–27 maj 1957                             | SFP                |
| Justitieminister Vilho Väyrynen Arvo Helminen                                          | 3 mars 1956–2 maj 1956 2 maj 1956–27 maj 1957       | SDP opolitisk      |
| Inrikesminister Vilho Väyrynen                                                         | 3 mars 1956–27 maj 1957                             | SDP                |
| Försvarsminister Emil Skog                                                             | 3 mars 1956–27 maj 1957                             | SDP                |
| Finansminister Aarre Simonen                                                           | 3 mars 1956–27 maj 1957                             | SDP                |
| Minister i finansministeriet Mauno Jussila                                             | 3 mars 1956–27 maj 1957                             | Agrarförbundet     |
| Undervisningsminister Johannes Virolainen                                              | 3 mars 1956–27 maj 1957                             | Agrarförbundet     |
| Jordbruksminister Martti Miettunen                                                     | 3 mars 1956–27 maj 1957                             | Agrarförbundet     |
| Minister i jordbruksministeriet Vieno Simonen                                          | 3 mars 1956–27 maj 1957                             | Agrarförbundet     |
| Minister för kommunikationsväsendet och allmänna arbetena Eino Palovesi                | 3 mars 1956–27 maj 1957                             | Agrarförbundet     |
| Minister i ministeriet för kommunikationsväsendet och allmänna arbetena Hannes Tiainen | 3 mars 1956–27 maj 1957                             | SDP                |
| Handels- och industriminister Kauno Kleemola                                           | 3 mars 1956–27 maj 1957                             | Agrarförbundet     |
| Socialminister Eino Saari Tyyne Leivo-Larsson                                          | 3 mars 1956–17 maj 1957 17 maj 1957–27 maj 1957     | FFP SDP            |
| Minister i socialministeriet Tyyne Leivo-Larsson Hannes Tiainen                        | 3 mars 1956–17 maj 1957 5 mars 1956–27 maj 1957     | SDP                |